# Habrobracon philocteanus
Habrobracon philocteanus är en stekelart som först beskrevs av De Saeger 1943.  Habrobracon philocteanus ingår i släktet Habrobracon och familjen bracksteklar. Inga underarter finns listade i Catalogue of Life.